# Antonio Osorio de Acuña
Antonio Osorio de Acuña, španski škof, * 1459, Valladolid, † 23. marec 1526, Simancas.